# Олга Милићевић Николић
Олга Милићевић Николић (Београд, 9. јун 1931 — Београд, 29. новембар 2020) била је српски архитекта, урбаниста и аутор више текстова везаних за просторе на подручју СФРЈ. Уређивала је више бројева часописа "Архитектура и Урбанизам" и "Урбанизам Београда".
У Београду је завршила основну школу, гимназију и факултет, где и данас живи. Одрасла је у кући у Чиновничкој колонији саграђеној 1932. године, где је наставила и живот са супругом инжењером шумарства Душаном Николићем (1927, Бања Лука - 2017, Београд), имају сина Бошка (1960, Београд), пејжазног архитекту.
Олгина рођена сестра је Мира Траиловић (1924—1989).

## О породици
Потиче из интелектуалне грађанске модерне породице, мајке Радмиле, рођене Симић Цукић (1894—1973) и оца Андреје Милићевића Богдановића (1893—1973). Обоје су матурирали за време Балканских ратова. Отац Андреја је био један од 1300 каплара, заробљен у Колубарској бици. Размењен је као тежак болесник током рата. Преко Италије одлази у Гренобл на студије. Мајка Радмила је као привремена учитељица распоређена на Преспу одакле одлази на студије у Клермон Феран. 
По повратку из Француске почињу живот у Краљеву, где се рађа њена сестра Мира Милићевић (Мира Траиловић 1924-1989).
Богата породична традиција Симића, везује се за братаСтојана Симића (1797—1852) Алексу Симић (1800—1872) који био је попечитељ финансија, уставобранитељ, министар унутрашњих а касније и спољних послова, правосуђа и просвете, председник друштва српске словености. Син Алексе и Катарине Симић, Милан Симић (1827—1880) био је управник Народног позоришта. Миланов син Стојан Симић(1862—1906) жени се ћерком Косте Цукића(1826—1879), Катарином (1866—1908). Ћерке Косте Цукића, Катарина и Јелена биле су дворске госпоћице краљице Драге Машин. Стојан Симић и Катарина Симић рођена Цукић, добијају двоје деце, сина Милорада (1892—1915) и ћерку Радмилу(1894—1973), Олгину и Мирину мајку.
Родитељи оца Андреје Милићевића били су учитељи, а прадеда свештеник.

## Школовање
Студирала је на Архитектонском факултету Универзитета у Београду у периоду 1949-1955. Дипломирала је у Београду 1955. године код професора Бранислава Којића (1899—1987) на теми „Уређење Дечанске долине“. 
Током студирања била је у атељеу професора Милана Злоковића (1898-1965 ), професора Бранка Максимовића (1900—1988), и асистента Богдана Богдановића, који су имали велики утицај на њено опредељење да се у будућем раду посвети вртној архитектури. Постдипломске студије завршила је у класи код професора Александра Крстића (аутора парка Мањеж и једног од најзаслужнијих за озелењавање Београда).

## Професионлна пракса
Након дипломирања радила је у бироу „Облик“ (1955—1957), а затим 1957. год. одлази у Беч и Париз. Од 1961. год. запослена је у комбинату „Расадници“ (1961—1974), где је основала биро за пројектовање и уређење слободних површина "Вртна архитектура" са десетак инжињера архитектуре, шумарства, грађевине итд. 
1963. године уочила је да је Београду потребно уређење улица и тргова. Од 1963. године ради као уредник часописа Архитектура и Урбанизам, а касније и Урбанизам Београда, где се бавила архитектонском критиком и нарочито слободним површинама. Уредила је више бројева оба часописа.
1968. године борави кратко у САД са "Атељеом 212" и сестром Миром Траиловић, где проналази инспирацију за будуће пројекте. 1974. године прелази у Урбанистички Завод, где ради на урбанистичким плановима за Титов гај (Степин луг), Хиподром, Нови расадник, гробље Лешће итд., затим на уређењу Андрићевог венца.
1979. год. почиње са радом у Зеленилу Београда. Била је директор пројектног бироа. У томе периоду ради на уређењу Трга републике, Пашићевог трга (трг Маркса и Енгелса) и неколицине мањих простора.